# CG-Suppression

Methylierung und Desaminierung von Cytosin zu Thymin

Die CG-Suppression (oder CpG-Suppression) bezeichnet eine niedrigere Häufigkeit von CpG-Dinukleotiden, vor allem in den Genomen von Wirbeltieren.

## Eigenschaften
In somatischen Zellen sind Cytosine in der DNA überwiegend methyliert, bei CpG-Dinukleotiden meistens auf beiden DNA-Strängen. Methylierte Cytosine neigen zur spontanen Desaminierung. Die auf eine Methylierung folgende Desaminierung zu Thymin mindert die Häufigkeit von CpG-Dinukleotiden bei methylierter DNA. Dabei entsteht aus dem CpG ein TpG. Dadurch entsteht eine Häufung von TpG im Genom und, auf dem komplementären zweiten DNA-Strang, seinem komplementären Gegenstück CpA.
Bei einer Desaminierung von unmethyliertem Cytosin entsteht dagegen Uracil, welches im Zuge der DNA-Reparatur wieder korrigiert wird. Unmethylierte CpG-Dinukleotide kommen überwiegend in CpG-Inseln vor, methylierte CpG-Dinukleotide dort nur selten.
Da der GC-Anteil menschlicher DNA bei etwa 42 % liegt, wäre bei gleichmäßiger Verteilung eine Häufigkeit von 0,21², entsprechend 4,41 % zu erwarten. Aufgrund der CG-Suppression kommen CpG-Dinukleotide zu weniger als 1 % im Genom vor.